# Conducto de Wolff
En embriología, se conoce como conducto de Wolff o conducto mesonéfrico a una formación embrionaria doble presente en los mamíferos que conecta los riñones primitivos (mesonefros) con la cloaca. En el embrión femenino el conducto de Wolff se atrofia, encontrándose únicamente vestigios en la vida adulta, en los varones da lugar en el adulto al epidídimo, conducto deferente y vesículas seminales. Debe su nombre a Caspar Friedrich Wolff (1733-1794), médico alemán considerado fundador de la embriología.